# 克莱蒙萨韦斯
克莱蒙萨韦斯（法語：Clermont-Savès，法語發音：[klɛʁmɔ̃ savɛs]）是法国热尔省的一个市镇，属于欧什区。

## 地理
克莱蒙萨韦斯（43°37'3"N, 1°1'47"E）面积5.1 平方千米，位于法国奧克西塔尼大區热尔省，该省份为法国西南部内陆省份，北起顺时针与洛特-加龙省、塔恩-加龙省、上加龙省、上比利牛斯省、大西洋比利牛斯省和朗德省接壤。
与克莱蒙萨韦斯接壤的市镇（或旧市镇、城区）包括：拉藏格、博皮、利勒茹尔丹、蒙费朗萨韦斯、马雷斯坦。

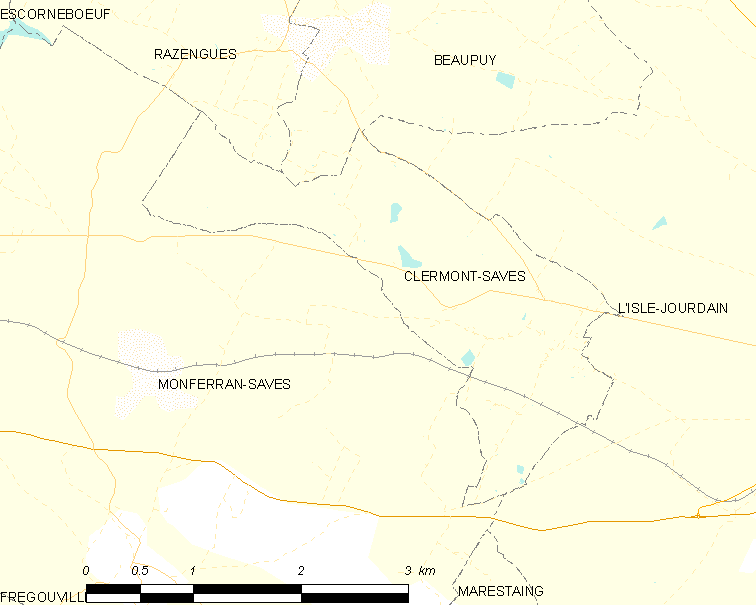
克莱蒙萨韦斯的OSM定位图

克莱蒙萨韦斯的时区为UTC+01:00、UTC+02:00（夏令时）。

## 行政
克莱蒙萨韦斯的邮政编码为32600，INSEE市镇编码为32105。

## 政治
克莱蒙萨韦斯所属的省级选区为利勒茹尔丹县。

## 人口

1962-2008年间克莱蒙萨韦斯人口变化图示

克莱蒙萨韦斯于2022年1月1日时的人口数量为402人。